# فرناندو راپالینی
فرناندو راپالینی (انگلیسی: Fernando Rapallini؛ زادهٔ ۲۸ آوریل ۱۹۷۸) داور فوتبال اهل آرژانتین است. وی از سال ۲۰۰۶ در لیگ فوتبال آرژانتین و از سال ۲۰۱۴ در مسابقات بین‌المللی قضاوت میکند.